# Digi
Digi Communications N.V., cunoscut și sub numele de Grupul DIGI, sau simplu DIGI, este o companie multinațională de telecomunicații din România. A fost înființată de Zoltán Teszári în 1996 sub numele de Romanian Cable System (RCS). De atunci, a devenit principalul furnizor de servicii de telecomunicații din România ca număr de clienți. Firma și-a extins operațiunile și în alte țări din Europa, enumerându-se în prezent: Belgia, Italia, Portugalia și Spania.
În 2023, Digi a avut în România o cotă de piață de 70% în serviciile de internet fix și 73% în cele de televiziune, iar marea majoritate a abonaților săi sunt conectați prin fibră optică, un proces început în 2006. Acest lucru a avut o contribuție majoră la statutul României de țară cu una dintre cele mai mari viteze de internet fix din lume.
Pe lângă serviciile de telecomunicații, Grupul Digi este prezent și pe piața media, deținând anumite posturi de televiziune precum Digi Sport sau Digi 24, dar și posturi de radio ca Digi FM sau PRO FM, printre altele.

## Istoric

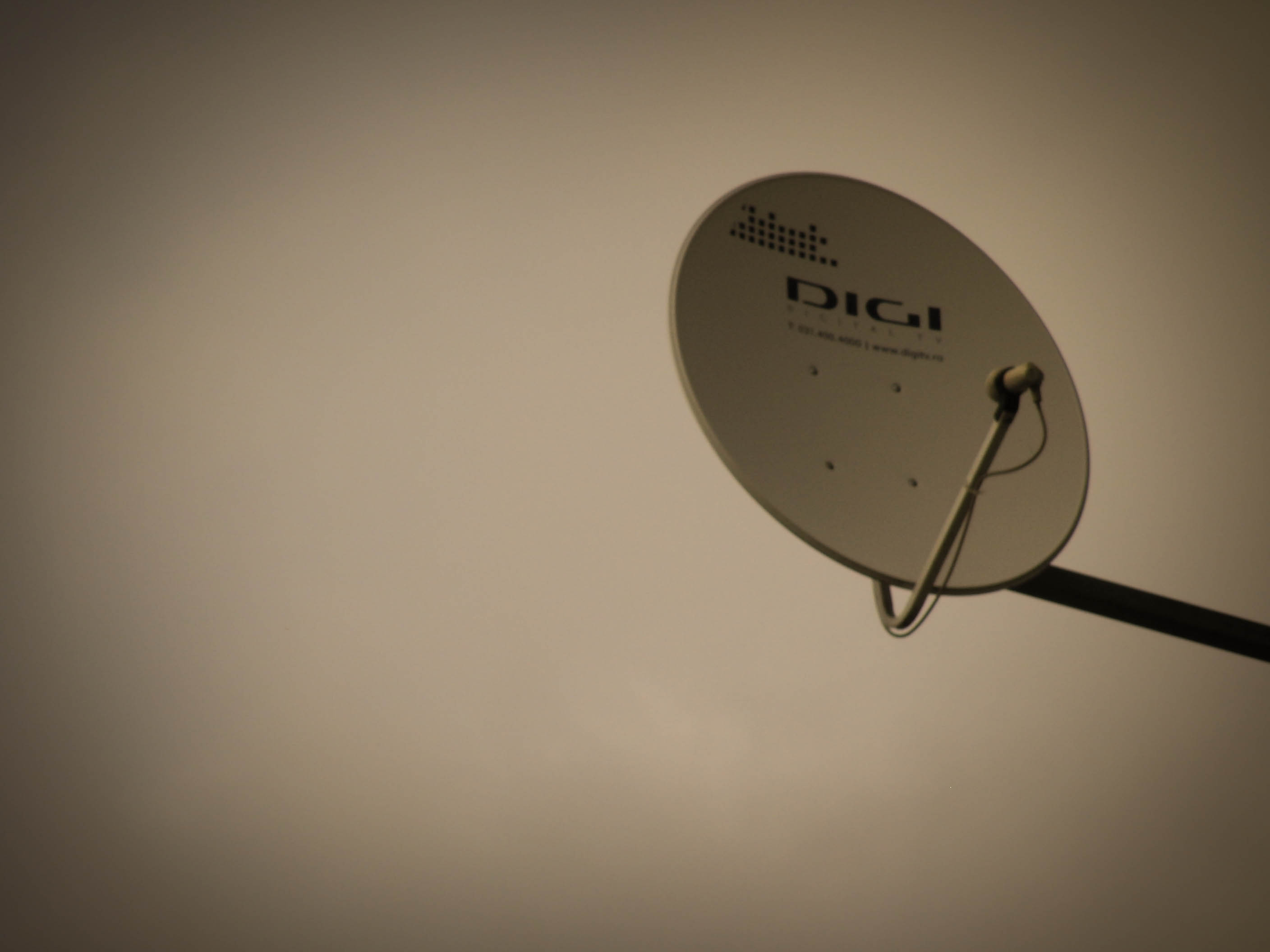
Antenă pentru recepționarea serviciilor oferite de RCS & RDS.

În 1994 se înființează compania Romanian Cable Systems (RCS).
În 1995 este construită o rețea de cablu în Chișinău (Republica Moldova), care ulterior va fi vândută, iar fondurile folosite pentru achiziții de rețele în România. Doi ani mai târziu, grupul RCS s-a consolidat și a fost pregătit pentru noi investiții. Conform strategiei companiei de a realiza o extindere regională, în noiembrie 1998 este inițiată achiziția și reconstrucția primelor rețele de cablu din Budapesta, în prezent Grupul RCS fiind al treilea operator din Ungaria.
În aprilie 1998 este înființată compania Romanian Data Systems (RDS), specializată în transmisii de date și Internet; în prezent RDS este lider al pieței de profil din România;
În decembrie 1999 - ianuarie 2000 sunt achiziționate primele rețele de cablu în Slovacia, unde Slovakia Cable Systems (SCS), deținută în proporție de 95% de către RCS, este al doilea operator.
În aprilie 2000 este inițiat proiectul de construire a unei rețele naționale de fibră optică în România (4.200 km) din care, în prezent, este funcțional un tronson de aproape 1000 km (cu o capacitate instalată de 622 Mbps). În 2001 încep lucrările de modernizare a rețelei de distribuție, ceea ce permite introducerea pachetelor de programe diferențiate. Tot din acest moment este disponibil serviciul Cablelink (Internet prin cablu TV) la un tarif neprohibitiv pentru persoanele fizice.
În aprilie 2003, compania a cumpărat furnizorul de televiziune prin cablu TerraSat, care avea 150.000 de abonați, pentru suma de 4,5 milioane dolari.
TerraSat a fost înființată în 1991 cu o investiție inițială de 70.000 de mărci germane iar în 2003 deținea aproape 5% din piața de CATV, fiind numărul patru pe piață.
Operațiunile firmei erau concentrate mai ales în partea de sud-vest a țării: Pitești, Craiova, Turnu-Severin, Reșița.
În martie 2004, RCS & RDS, a cumpărat, împreună cu Astral Telecom, furnizorul de televiziune prin cablu FX Communications și furnizorul de internet FX Internet.
FX Communications avea 107.000 de clienți iar FX Internet avea 13.000 de utilizatori.
- decembrie 2004 RCS & RDS lansează Digi TV. Serviciul este extins și în alte țări: februarie 2006 - Ungaria, august 2006 - Slovacia, Cehia, noiembrie 2006 - Croația, Serbia[11].

În ianuarie 2005 RCS & RDS a achiziționat PCNet Data Network, un important provider de servicii Internet din România și primul care a beneficiat, în 1999, de o infuzie de capital extern.
- 26 aprilie 2005 a adus ocazia de unificare a celor două companii din Romanian Cable Systems (RCS) și Romania Data Systems (RDS). Motivul acestei fuziuni era îmbunătățirea modului de utilizare a infrastructurii, reducerea costurilor operaționale și de administrare a rețelei.[13]

- În noiembrie 2007 renunță la ideea listării la Bursa de la Londra, optând spre o finanțare bancară record pentru România, de 500 milioane de euro. În țară, compania are nevoie de bani pentru dezvoltarea unei rețele 3G la nivel național, a cărei construcție depășește 300 milioane de euro[14]

În ianuarie 2010, RCS & RDS a preluat compania Airbites, furnizor de servicii de comunicații cu câteva zeci de mii de clienți.
Airbites furniza servicii în București și Iași și a înregistrat în 2008 o cifră de afaceri de 2,9 milioane de euro și o pierdere netă de 8,5 milioane de euro.
Airbites este divizie a companiei elvețiene Swisscom și furnizează servicii de televiziune, internet și telefonie fixă.
În septembrie 2012, RCS & RDS a înghițit și iLink. Operatorul de cablu avea datorii de 25 mil. euro. iLink oferea servicii de internet, telefonie și televiziune prin internet în mai multe localități, printre care Galați, Tulcea, Năvodari, Constanța, Călărași, Giurgiu, Zimnicea, Videle, Curtea de Argeș și București. Compania avea peste 20.000 de abonați la serviciile de internet, conform datelor de pe piață.
În decembrie 2014, RCS & RDS își completează portofoliul media cu patru posturi de radio: PRO FM, InfoPro, DanceFM și MusicFM, pe care le-a achiziționat în urma tranzacției cu grupul CME.
În august 2015, RCS & RDS oferă servicii de date mobile 4G LTE în 25 de orașe.
În noiembrie 2015, RCS & RDS înlocuiește postul de radio Info Pro cu Digi FM.
Din 27 iunie 2019, RCS & RDS lansează serviciul 5G în 5 orașe.

## Divizia Media
România:
- Digi 24
- Digi Sport
- Digi World
- Digi Life
- Digi Animal World
- Film Now
- UTV
- PRO FM
- Digi FM
- Dance FM
- Digi Online
- Digi Play
- Digi Storage

## Servicii
- Digi Net: conexiune broadband rezidențial sau business pe infrastructura cablu sau FTTB.
- Digi Tel: rezidențial sau business VOIP pe infrastructura cablu sau FTTB.
- Digi TV: televiziune prin satelit sau prin cablu.
- Digi Mobil: 2G, 3G, 4G și 5G [19] telefonie mobilă și internet mobil.[20].
- Digi Mobil Net: Internet mobil prin modem

## RCS & RDS în alte țări
Compania este prezentă și în Ungaria, unde în decembrie 2009 a preluat 30% din operatorul de cablu TvNetWork.
În ianuarie 2010, compania avea în jur de 200.000 de abonați pentru cablu analogic și 400.000 de clienți pentru serviciile de televiziune digitală prin satelit (DTH), adică aproximativ jumătate din numărul total de abonați de DTH din Ungaria.
În decembrie 2010, RCS & RDS era numărul doi pe piața de servicii TV din Ungaria, cu 690.494 de clienți în total, după UPC (cu 773.872), și înaintea grupului Deutsche Telekom (cu 666.087).
În iunie 2011, RCS&RDS 241.800 clienți de internet fix, fiind pe locul 3, după Deutsche Telekom, cu 685.770 de abonați și UPC cu 414.240 de abonați.
În anul 2021, Digi a ieșit de pe piața din Ungaria și și-a vândut acțiunile către compania 4iG cu 625M €, din cauză că gigantul a eșuat la licitațiile pentru antenele 5G de telefonie mobilă.
În afară de România, operatorul telecom mai are activități în Spania, Cehia, Croația, Slovacia și Serbia.
În mai 2011, Digi TV avea în jur de 500.000 de abonați în Cehia și Slovacia, platforma deținută de RCS&RDS fiind unul dintre cei cinci operatori de televiziune digitală prin satelit de pe fiecare dintre aceste două piețe.
În decembrie 2006, Digi TV avea 15.000 de abonați în Serbia și 5.000 în Croația
În martie 2015, RCS&RDS a vândut operațiunile de televiziune prin satelit din Cehia către Lama Group, controlat de omul de afaceri Petr Lamich. Asociatul unic în societatea Digi Cehia a devenit oficial compania Lufusions.
În martie 2013, RCS&RDS a vândut către Vipnet, subsidiară a Telekom Austria, operatorul de televiziune prin satelit Digi TV Croatia, care a avut anul trecut venituri de aproximativ 2 milioane euro. 
În mai 2013, Deutsche Telekom au cumpărat, prin intermediul Slovak Telekom, operațiunile RCS&RDS, companie controlată de omul de afaceri Zoltan Teszari, din Slovacia. 

## Abonați
RCS & RDS este în prezent cel mai mare furnizor de servicii de acces Internet de bandă metropolitană, dintre operatorii din România deservind:
Televiziune prin cablu:
| Data    | 2018      | 2016-04   | 2009-02   | 2007-11   |
| ------- | --------- | --------- | --------- | --------- |
| clienți | 3.148.000 | 2.700.000 | 1.350.000 | 1.340.000 |

Televiziune digitală prin satelit - DigiTV:
| Data    | 2018    | 2016-04 | 2009-02   | 2008-04   | 2007-07 | 2006-12 | 2005-12 |
| ------- | ------- | ------- | --------- | --------- | ------- | ------- | ------- |
| clienți | 564.000 | 700.000 | 1.100.000 | 1.000.000 | 510.000 | 500.000 | 120.000 |

Internet:
| Data    | 2018      | 2016-04   | 2010-03   | 2009-02 | 2007-11 | 2006-08 | 2005-12 |
| ------- | --------- | --------- | --------- | ------- | ------- | ------- | ------- |
| clienți | 2.384.000 | 2.000.000 | 1.100.000 | 850.000 | 590.000 | 400.000 | 200.000 |

Telefonie fixă:
| Data    | 2018      | 2016-04   | 2010-03   | 2009-02   | 2007-11 | 2006-12 | 2005-12 |
| ------- | --------- | --------- | --------- | --------- | ------- | ------- | ------- |
| clienți | 1.225.000 | 1.400.000 | 1.500.000 | 1.200.000 | 862.000 | 642.000 | 350.000 |

- Telefonie mobilă:

| Data    | 2018      | 01.2017   | 2016-04   | 06.2013   | 12.2012   | 12.2010   | 03.2010   | 03.2009   |
| ------- | --------- | --------- | --------- | --------- | --------- | --------- | --------- | --------- |
| clienți | 3.367.000 | 3.000.000 | 2.000.000 | 1.100.000 | 1.100.000 | 1.300.000 | 1.350.000 | 1.200.000 |

## Rezultate financiare
Cifra de afaceri și profitul net, în milioane euro:
| An               | 2018  | 2015 | 2014 | 2013  | 2012 | 2011 | 2010  | 2009 | 2008  | 2007 | 2006 | 2005 | 2004 |
| ---------------- | ----- | ---- | ---- | ----- | ---- | ---- | ----- | ---- | ----- | ---- | ---- | ---- | ---- |
| Cifra de afaceri | 1.038 | 607  | 515  | 468   | 462  | 469  | 410   | 391  | 386,7 | 326  | 221  | 108  | 41   |
| Profit net       | 21,3  | 123  | 333  | 45346 | 19   | -2.9 | -16,6 | 50   | -22,9 | 18,5 | 34,8 | 4    | 8    |

Număr angajați:
| Data     | 2018   | 2014   | 2013  | 2012  | 2011  | 2010  | 2009  | 2008  | 2007  | 2006  | 2005  | 2004  |
| -------- | ------ | ------ | ----- | ----- | ----- | ----- | ----- | ----- | ----- | ----- | ----- | ----- |
| angajați | 13.000 | 10.000 | 9.300 | 8.800 | 6.900 | 5.900 | 6.500 | 6.600 | 5.800 | 5.000 | 5.000 | 4.000 |

## Litigii
Televiziunea Antena 1, companie a trustului INTACT, a acționat RCS&RDS în judecată, pretinzând suma de 60 de milioane de euro pentru daunele produse, sumă calculată proporțional cu cota de audiență a Antenei 1. RCS&RDS este acuzată că preia de la Antena 1 gratuit programe pe care le transmite în rețea, iar publicul plătește pentru accesul la cablu. Antena 1 susține că prin reglementările legale programele trebuie să fie distribuite gratuit, iar publicul să fie informat explicit în acest sens.
Datoriile RCS&RDS, care vor ajunge la maturitate în 2011 și în 2012, se ridică la suma de 550 milioane de dolari,reprezentând împrumuturile bancare contractate. Agenția de rating Moody's a schimbat perspectiva ratingului "Ba3" al RCS & RDS de la "stabilă" la "negativă".

## Dispute

### Viacom
Prezența canalelor Viacom este una controversată în această rețea. În 2006 au fost eliminate MTV 2 (Actual MTV Rocks) și MTV Base (Actual MTV Dance) pe motiv de audiență redusă. În aprilie 2007, VH 1 a trecut în pachetul Extra odată cu lansarea canalului Antena 2 în pachetul Bază. Canalele MTV Hits și VH 1 Classic au fost și ele eliminate, de data aceasta fără motiv, în data de 19 martie 2009. Conflictele legate de canalele secundare de muzică nu au fost mediatizate.
În Ungaria, conflictul a fost de mai mare amploare, fiind scoase și Comedy Central, VIVA, MTV Ungaria și Nickelodeon în ianuarie 2010.
Anul 2013 aduce îmbunătățirea relațiilor dintre RCS & RDS și Viacom, fiind introduse canalele Comedy Central Extra și Nickelodeon în România, iar în Ungaria au fost reintroduse Comedy Central și Nickelodeon.
În anul 2014 se reintroduc MTV Europe și VIVA în Ungaria, pentru VH 1 prelungindu-se contractul inclusiv pentru Ungaria, iar canalul de filme Paramount Channel a fost lansat în România mai întâi în rețeaua RCS & RDS, apoi în rețelele InterSat Constanța și UPC România / Focus Sat.

### Intact Media Group
În seara de 21 mai 2011, GSP TV a fost scoasă din grila de programe al RCS & RDS, în urma unei dispute între Intact Media Group și RCS & RDS. GSP TV a fost scos de pe satelit, cablu digital și analogic. Pe 13 ianuarie 2012, RCS & RDS a reintrodus GSP TV în grila sa de cablu digital și analogic.
Pe 6 decembrie 2011, Antena 2 a fost scoasă din grila analogică și din satelit al RCS & RDS, în urma unei dispute între Intact Media Group și RCS & RDS. A fost înlocuit cu RTV pe analogic. Pe 31 ianuarie 2012, Antena 2 a revenit în grila analogică RCS & RDS.
Pe 20 aprilie 2012, Antena 1, Antena 3 și Euforia Lifestyle TV au fost scoase de pe platforma de satelit al RCS & RDS, în urma unei dispute între Intact Media Group și RCS & RDS. Pe 2 octombrie 2018, Antena 1, Antena Stars, Antena 3, Happy Channel și ZU TV au reintrat în platforma de satelit al RCS & RDS. Relația între Intact Media Group și RCS & RDS s-au împăcat încă din luna lui iunie 2018.

### Discovery Networks
În seara de 29 noiembrie 2012, RCS & RDS a întrerupt emisia canalelor Discovery Communications, incluzând Discovery Channel. Directorul General al Discovery Communications, Mark Hollinger, a trimis o scrisoare publică în încercarea de a anula acțiunea RCS & RDS, atrâgând atenția asupra negării dreptului telespectatorilor de a face o alegere în ceea ce privește canalele vizionate. În replică, RCS & RDS a emis un comunicat de presă în care acuza discursul lui Hollinger preocupat de binele telespectatorilor de ipocrizie și atrăgea atenția asupra faptului că „principala preocupare a reprezentanților Discovery era menținerea unor tarife și a unor venituri garantate cât mai mari”.
În 2016, s-au strâns 30.000 de petiții pentru readucerea Discovery în rețeaua RCS & RDS și maratonistul Paul Dicu a descărcat și a încărcat înapoi petițiile la sediul RCS & RDS după ce acesta a refuzat coletele. Din 31 decembrie 2016, canalele Discovery și TLC, dar și HBO 2 HD și Cinemax 2 sunt disponibile în rețeaua RCS & RDS.